# Rambo (film)
Rambo (ook bekend als Rambo IV of John Rambo) is een Amerikaanse actiefilm uit 2008 van Sylvester Stallone. Het is gebaseerd op een script van Art Monterassteli en Sylvester Stallone, dat voortborduurt op de voorgaande Rambo-trilogie. De film ging in première twintig jaar nadat de film Rambo III in de bioscopen draaide. In Nederland ging de film in roulatie op 21 februari 2008 met Sylvester Stallone en Julie Benz in de hoofdrollen.

## Productie
Voorafgaande waren er problemen over de titel van de film, deze werden onder andere genoemd:
- Rambo IV: End of Peace
- Rambo IV: In the Serpent's Eye
- Rambo IV: Pearl of the Cobra
- Rambo: First Blood Part IV
- Rambo: To Hell and Back

## Verhaal
Het verhaal speelt zich af op de grens tussen Myanmar en Noord-Thailand. Vietnamveteraan John Rambo heeft lang in een afgezonderde levensstijl in Bangkok geleefd. Hij wordt echter ingehuurd door een groep christelijke zendelingen om hen te beschermen tijdens een humanitaire missie in Myanmar. Wanneer een aantal van de zendelingen wordt ontvoerd, raakt Rambo weer hevig in strijd verwikkeld met een groep huurlingen.

## Rolverdeling
- Sylvester Stallone - John Rambo
- Julie Benz - Sarah Miller
- Matthew Marsden - Schooljongen
- Graham McTavish - Lewis
- Rey Gallegos - Diaz
- Jake La Botz - Reese
- Tim Kang - En-Joo
- Maung Maung Khin - Tint
- Paul Schulze - Michael Burnett
- Ken Howard - Rev. Arthur Marsh
- James With - Preacher Missionary